# Hucisko (Ryczówek)
Hucisko – była część wsi Ryczówek w Polsce położona w województwie małopolskim, w powiecie olkuskim, w gminie Klucze.
Miejscowość zniesiona z dniem 1 stycznia 2014 r.
Miejscowość wchodziła w skład sołectwa Hucisko.
W latach 1975–1998 miejscowość administracyjnie należała do województwa katowickiego.